# Jens Paludan-Müller (Bischof)

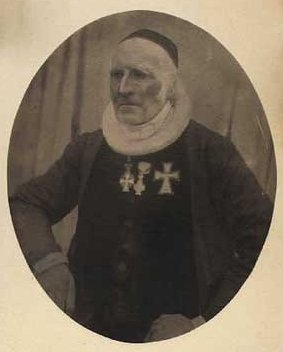
Jens Paludan-Müller (ca. 1845)

Jens Paludan-Müller (* 7. November 1771 in Sorø; † 14. Mai 1845 in Aarhus) war ein dänischer lutherischer Geistlicher. Er amtierte von 1830 bis zu seinem Tod als Bischof des Bistums Aarhus in der Dänischen Volkskirche.

## Leben
Paludan-Müller war ein Sohn des Gutsverwalters der Sorø Akademi, Caspar Peter Müller († 1776), und dessen Ehefrau Anna geb. Paludan († 1805). Das Ehepaar und alle Nachkommen führten den Namen Paludan-Müller. Nach dem frühen Tod des Vaters wurde Jens Paludan-Müller von dem Rechtsgelehrten Laurits Laurberg Kongslev aufgezogen. Er studierte ab 1789 in Kopenhagen Evangelische Theologie und legte 1793 das erste theologische Examen ab. Nach sechs Jahren als Lehrer am Königlichen Waisenhaus in Kopenhagen erhielt er 1799 seine erste Pfarrstelle in Thise (heute Skive Kommune, Jütland). 1801 wechselte er in die Gemeinde Kerteminde-Drigstrup; 1819 wurde er Dompropst am Dom zu Odense. Hier veröffentlichte er einige Predigtbände; das Angebot zum Erwerb des theologischen Doktorgrades schlug er aus.
1830 wurde er zum Bischof des Bistums Aarhus bestimmt. Aus den kirchlichen und theologischen Streitigkeiten seiner Zeit hielt er sich weitestgehend hinaus. Er wurde mit dem Kommandeurskreuz des Dannebrogordens ausgezeichnet.
Paludan-Müller war ab 1799 mit Marie Benedicte Rosenstand-Goiske (1775–1820) verheiratet. Sie hatten neun Kinder, darunter der Historiker Caspar Paludan-Müller, der Schriftsteller Frederik Paludan-Müller und der Theologe Jens Paludan-Müller.